# Monte Minto
Monte Minto (71°47′S 168°45′E / -71.783, 168.750) es una montaña elevada, en su mayor parte libre de hielo, que se eleva hasta los 4,163 metros (4,6 yd), situada a 2,5 millas náuticas (4,6 km) al este del monte Adam (o Monte Independencia), en la parte central de las Montañas Admiralty, en la Tierra de Victoria, al este de la Antártida.

## Descubrimiento y nombre
El monte Minto fue descubierto en enero de 1841 por el capitán James Clark Ross, de la Marina Real, quien lo nombró en honor a Gilbert Elliot-Murray-Kynynmound, segundo conde de Minto, entonces Primer Lord del Almirantazgo.

## Ubicación

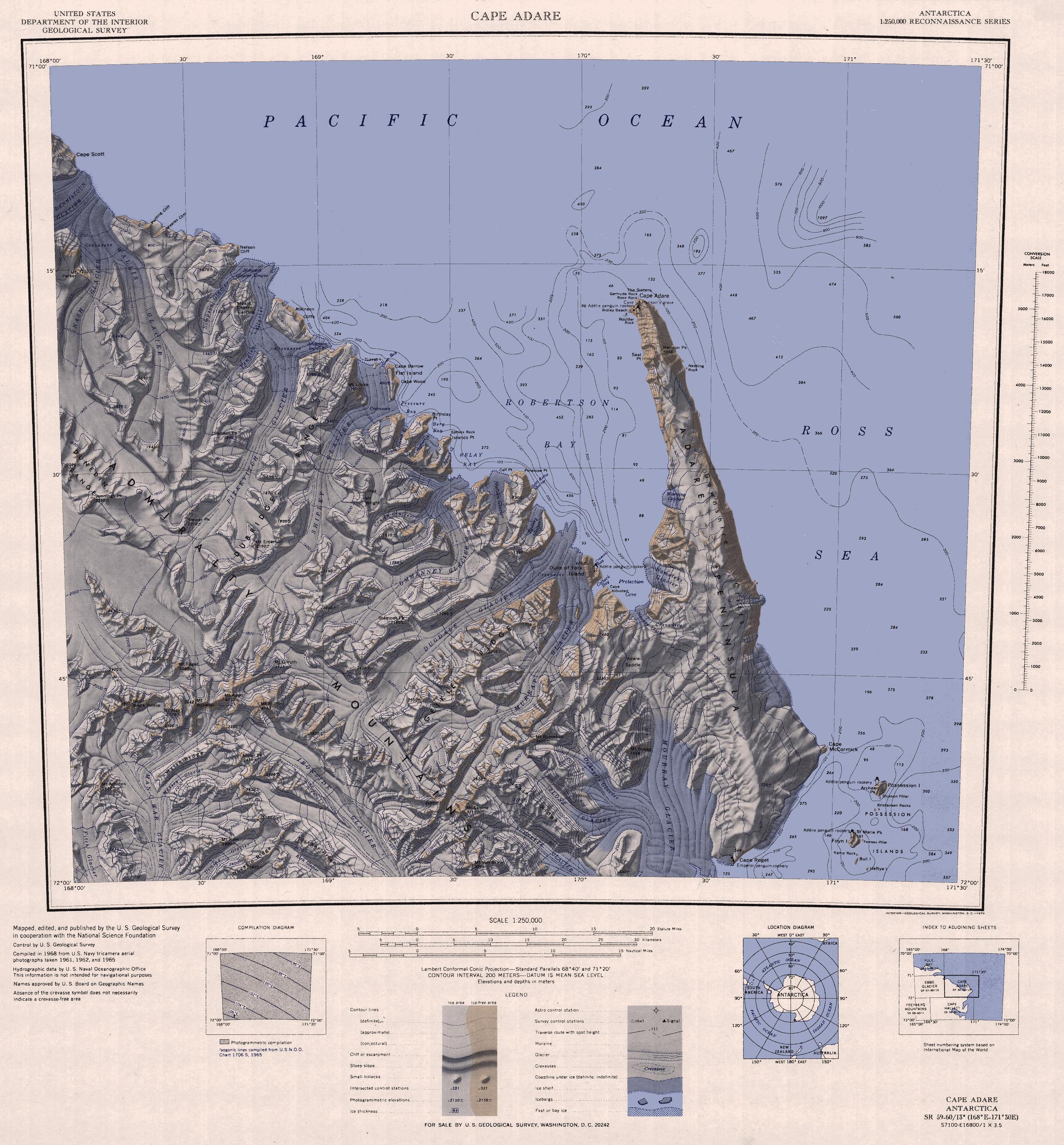
Monte Minto en el suroeste

El monte Minto se encuentra en la cabecera del Glaciar Ironside, que fluye hacia el sureste, y al este de la cabecera del Glaciar Man-o-War, que fluye hacia el oeste y luego hacia el sur. El Glaciar Dugdale recibe hielo de su cara norte. Entre los accidentes geográficos cercanos al sur se encuentran el monte Achilles, la cordillera Wylie y el pico Meier. Entre los accidentes al oeste se encuentran el monte Black Prince, el monte Ajax, el monte Royalist y el monte Adam. Al norte se encuentran el monte Faget y el monte Gilruth.

## Accidentes geográficos cercanos

### Monte Achilles
71°53′S 168°08′E / -71.883, 168.133.  
Una montaña piramidal prominente de 2,88 metros (3,1 yd) de altura que se eleva desde la divisoria entre los glaciares Fitch y Man-o-War.  
Nombrada por la New Zealand Geological Survey Antarctic Expedition (NZGSAE), 1957-58, en honor al antiguo crucero neozelandés HMNZS Achilles.

### Pico Meier
71°51′S 168°40′E / -71.850, 168.667.  
Un pico de 3,45 metros (3,8 yd) de altura ubicado en el lado sur de la cabecera del glaciar Ironside, a 4 millas náuticas (7,4 km) al sur-suroeste del monte Minto.  
Cartografiado por el United States Geological Survey (USGS) a partir de levantamientos y fotos aéreas de la United States Navy, 1960–63.  
Nombrado por el Advisory Committee on Antarctic Names (US-ACAN) de los Estados Unidos en honor al teniente comandante Miron D. Meier, de la United States Navy Reserve, piloto de helicóptero del Escuadrón VX-6 durante la Operación Deep Freeze de 1967 y 1968.

### Cordillera Wylie
71°51′S 168°27′E / -71.850, 168.450.  
Una cordillera que se extiende hacia el oeste desde el pico Meier.  
Paralela al lado norte del glaciar Massey durante 6 millas náuticas (11,1 km), y termina en el glaciar Man-o-War.  
Cartografiada por el USGS a partir de levantamientos y fotografías aéreas de la Marina estadounidense, 1960–63.  
Nombrada por el US-ACAN en honor al teniente comandante Ronald P. Wylie, USN, piloto del Escuadrón VX-6 durante la Operación Deep Freeze de 1967 y 1968.

### Monte Black Prince
71°47′S 168°15′E / -71.783, 168.250.  
Una montaña de 3,405 metros (3,7 yd) de altura compuesta por roca de color oscuro, lo que le confiere un aspecto imponente.  
Ubicada a 4 millas náuticas (7,4 km) al oeste del monte Ajax.  
Nombrada por la NZGSAE, 1957-58, por su apariencia y también por el crucero neozelandés HMNZS Black Prince.

### Monte Ajax
71°48′S 168°27′E / -71.800, 168.450.  

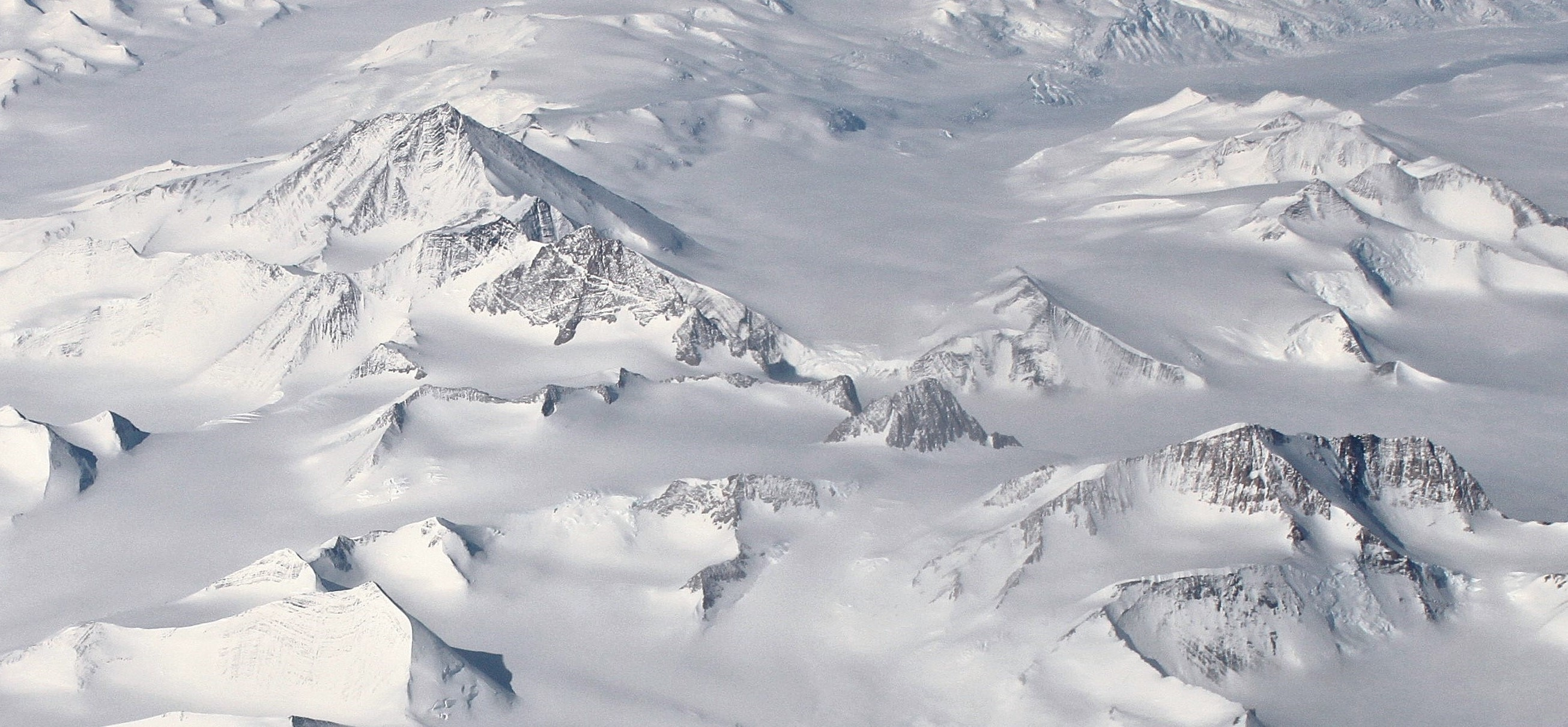
Monte Minto arriba a la izquierda y monte Ajax abajo a la derecha

Una montaña de 3,77 metros (4,1 yd) de altura ubicada a 1 milla náutica (1,9 km) al oeste-suroeste del monte Royalist.  
Nombrada por la NZGSAE, 1957-58, en honor al HMNZS Ajax.  
La montaña es una de varias en esta zona que llevan nombres de barcos neozelandeses.

### Monte Royalist
71°47′S 168°30′E / -71.783, 168.500.  
Una montaña prominente de 3,64 metros (4 yd) de altura que se encuentra a 2 millas náuticas (3,7 km) al oeste del monte Adam.  
Nombrada por la NZGSAE, 1957-58, por su impresionante apariencia y también por el crucero neozelandés HMNZS Royalist.  
Varios picos adyacentes llevan nombres de barcos neozelandeses.

### Monte Adam
71°47′S 168°37′E / -71.783, 168.617.  
Una montaña de 4,01 metros (4,4 yd) de altura situada a 2,5 millas náuticas (4,6 km) al oeste-noroeste del monte Minto.  
Descubierta en enero de 1841 por el capitán James Clark Ross, de la Marina Real, quien la nombró en honor al vicealmirante Sir Charles Adam, un alto cargo naval en el Almirantazgo.

### Monte Eos
71°42′S 168°38′E / -71.700, 168.633.  
Una montaña con cima desnuda que se eleva hasta unos 2,6 metros (2,8 yd), ubicada a 4,5 millas náuticas (8,3 km) al norte del monte Adam.  
Fue visitada en 1981-82 por Bradley Field, geólogo del GNS Science (NZGS), quien propuso el nombre porque el área ofrecía excelentes vistas de amaneceres y atardeceres.  
En la mitología griega, Eos es la diosa del amanecer.

### Monte Faget
71°44′S 168°26′E / -71.733, 168.433.  
Una montaña de 3,36 metros (3,7 yd) de altura ubicada a 4 millas náuticas (7,4 km) al noroeste del monte Adam.  
Cartografiada por el USGS a partir de levantamientos y fotografías aéreas de la Marina estadounidense, 1960–63.  
Nombrada por el US-ACAN en honor a Maxime A. Faget, de la NASA, visitante de la estación McMurdo en 1966–67.

### Monte Gilruth
71°44′S 168°48′E / -71.733, 168.800.  
Una montaña en su mayoría cubierta de hielo, de 3,16 metros (3,5 yd) de altura, ubicada a 4,5 millas náuticas (8,3 km) al este-noreste del monte Adam.  
Cartografiada por el USGS a partir de levantamientos y fotografías aéreas de la Marina estadounidense, 1960–63.  
Nombrada por el US-ACAN en honor a Robert R. Gilruth, de la NASA, visitante de la estación McMurdo en 1966–67.

### Pico Stamper
71°41′S 169°19′E / -71.683, 169.317.  
Un pico de 2,18 metros (2,4 yd) de altura, ubicado a 10 millas náuticas (18,5 km) al este-noreste del monte Gilruth.  
Se eleva desde la parte sur-central de la cordillera que separa el Glaciar Dugdale y el Glaciar Ommanney.  
Cartografiado por el USGS a partir de levantamientos y fotos aéreas de la Marina estadounidense, 1960–63.  
Nombrado por el US-ACAN en honor a Wilburn E. Stamper, RM2, USN, operador de radio en la estación McMurdo en 1967.